# Forgall Manach
Forgall Manach ['forgaL 'manax], auch Forgall Monach („der Schlaue, Listenreiche“), ist eine Sagenfigur aus dem Ulster-Zyklus der keltischen Mythologie Irlands. Er ist der Vater Emers und der unfreiwillige Schwiegervater Cú Chulainns. Sein Onkel aus der mütterlichen Linie war der Fomoren-König Tethra.
In der Erzählung Tochmarc Emire („Das Werben um Emer“) verliebt sich Cú Chulainn in Forgalls jüngere Tochter Emer, aber der will sie erst dann verheiraten, wenn auch die ältere Tochter Fial einen Mann gefunden hat. Er verlangt von Cú Chulainn, dass er zuerst in Alba („Schottland“) bei der Kriegerkönigin Scáthach das Waffenhandwerk perfektionieren müsse. Der listige Hintergedanke dabei war, dass noch niemand dies von Scathach und ihrer hässlichen Tochter Uathach gefordert hat, ohne sein Leben zu verlieren. Während Cú Chulainn in Alba weilt, versucht Forgall, Emer an Lugaid mac Nóis, einen König aus Munster, zu verheiraten – dieser verzichtet allerdings, als er erfährt, wer sein Konkurrent um Emers Hand wäre. Als Cú Chulainn aus Alba zurückkehrt und Forgall noch immer nicht zustimmt, stürmt er die Burg, tötet 24 Krieger, entführt Emer und raubt auch alle Schätze. Forgall selbst stürzt vom Burgwall und stirbt.
In der Geschichte Scéla mucce Meic Dathó („Die Geschichte von Mac Dathós Schwein“) wird berichtet, dass Forgall Manach eine der sechs größten Festhallen (bruiden) Irlands besessen habe. Sie soll in Luglochta Loga („Lughs Gärten“, in Lusk, County Dublin) gestanden sein.